# Las aventuras de Pito Pérez
Las aventuras de Pito Pérez es una película de comedia y drama mexicana de 1957, dirigida por Juan Bustillo Oro y protagonizada por Germán Valdés «Tin-Tan» y Anabelle Gutiérrez. El argumento de la película está basado en la novela La vida inútil de Pito Pérez de José Rubén Romero. El argumento de la novela fue adaptado por  Fernando de Fuentes

## Argumento
Pito Pérez es un vagabundo que recorre diversas localidades del estado de Michoacán. Vive en condiciones de miseria porque quiere ser libre, a través de sus vivencias se presentan sus amores y correrías por boticas, iglesias, cárceles y hospitales con el estilo de una novela picaresca española, a veces tocando el cilindro dentro de una iglesia, otras disfrazado de fraile pidiendo dinero a los transeúntes.
La película inicia cuando Pito Pérez regresa a su pueblo natal, Santa Clara del Cobre, y descubre que su madre ha muerto y sus hermanos han abandonado su casa. Bebiendo aguardiente de Puruarán sube al campanario de la iglesia y narra su vida al señor Del Rincón.

## Reparto
- Germán Valdés «Tin-Tan» como Pito Pérez/Jesús Pérez Gaona.
- Anabel Gutiérrez como Chucha.
- Andrés Soler como Señor Del Rincón.
- Consuelo Guerrero de Luna como Doña Jovita.
- Eduardo Alcaraz como Padre Pureco.
- Marcelo Chávez como Don J. de J. Jiménez, boticario
- Óscar Ortiz de Pinedo como Don Santiago Bolaños.
- Lupe Inclán como Enfermera Pelagia.
- Guillermo Bravo Sosa como Paciente del Dr. Gayosso.
- José «El Ojón» Jasso como Dr. Gayosso.
- Rafael Estrada como Don Pepe.
- José Ortega como Don Goyo, cantinero.
- Ramón Valdés «Don Ramón» como Trailero.
- Amalia Gama como Doña Refugito.
- Stephen Berne como Preso.
- Carlos Bravo y Fernández como Paciente del Dr. Gayosso.
- Lupe Carriles como Doña Huicha
- José Chávez como Don Ruperto.
- Enedina Díaz de León como Clienta gruñona de panadería.
- Paquito Fernández como Niño compra aguardiente.
- Conchita Gentil Arcos como Espectadora de falso misionero.
- Leonora Gómez como Vendedora de tortillas.
- Elodia Hernández como Doña Cholita.
- Guillermo Hernández como Preso anticlerical.
- Vicente Lara como Preso.
- Ramón G. Larrea como Don Lino, panadero.
- Blanca Marroquín como Clienta de boticario.
- José Muñoz como Preso religioso.
- Pepe Nava como Policía.
- José Pardavé como Paciente del Dr. Gayosso.
- Ignacio Peón como Portero.
- Alicia Reyna como Vendedora de bebida.
- Humberto Rodríguez como Amigo de Don Pepe.
- Aurora Ruiz como Doña Catita.
- Ramón Sanchéz como Preso.
- Hernán Vera como Don Tacho.

## Datos técnicos
La adaptación fue realizada por Fernando de Fuentes, María Luisa Algarra fue la escritora de los diálogos adicionales. La edición de la película tiene una duración de 97 minutos.  La música estuvo a cargo de Luis Hernández Bretón y la fotografía a cargo de Enrique Wallace. Fue rodada en los estudios Tepeyac. 
En 2012, en el marco del 60 ° aniversario luctuoso de José Rubén Romero, la película fue exhibida en la Sala Manuel M. Ponce del Palacio de Bellas Artes de la Ciudad de México.